# Cristian Cásseres
Ne doit pas être confondu avec Cristian Cásseres Jr..
Cristian Alfonso Cásseres Caseres (né le 29 juin 1977 à Caracas au Venezuela) est un joueur de football international vénézuélien, qui évolue au poste d'attaquant.

## Biographie

### Carrière en sélection
Avec l'équipe du Venezuela, il joue 28 matchs (pour 2 buts inscrits) entre 1999 et 2008. 
Il figure dans le groupe des sélectionnés lors des Copa América de 1999, de 2001 et de 2004.
Il joue 7 matchs comptant pour les tours préliminaires de la coupe du monde, lors des éditions 2002 et 2006.

## Palmarès
Deportivo Italia
- Championnat du Venezuela (2) :
  - Champion : 1998-99 et 2008 (Ouverture).